# Женская сборная Республики Корея по водному поло
Женская сборная Республики Корея по водному поло — национальная ватерпольная команда, представляющая Республику Корея на международной арене. Управляющей организацией является Федерация плавания Республики Корея (кор. 대한수영연맹, англ. Korea Swimming Federation, KSF, Korea Aquatics).

## Результаты выступлений

### Чемпионаты мира
| Год        | Место          | И              | В              | Н              | П              | ГЗ             | ГП             | +/-            |
| ---------- | -------------- | -------------- | -------------- | -------------- | -------------- | -------------- | -------------- | -------------- |
| 1986—2017  | не участвовали | не участвовали | не участвовали | не участвовали | не участвовали | не участвовали | не участвовали | не участвовали |
| 2019       | 16             | 5              | 0              | 0              | 5              | 6              | 171            | -165           |
| 2022—н. в. | не участвовали | не участвовали | не участвовали | не участвовали | не участвовали | не участвовали | не участвовали | не участвовали |

### Азиатские игры
| Год       | Место          | И              | В              | Н              | П              | ГЗ             | ГП             | +/-            |
| --------- | -------------- | -------------- | -------------- | -------------- | -------------- | -------------- | -------------- | -------------- |
| 2010—2018 | не участвовали | не участвовали | не участвовали | не участвовали | не участвовали | не участвовали | не участвовали | не участвовали |
| 2022      | 7              | 6              | 0              | 0              | 6              | 25             | 148            | -123           |

### Чемпионаты Азии по водному поло[англ.]
| Год       | Место          | И              | В              | Н              | П              | ГЗ             | ГП             | +/-            |
| --------- | -------------- | -------------- | -------------- | -------------- | -------------- | -------------- | -------------- | -------------- |
| 2009—2015 | не участвовали | не участвовали | не участвовали | не участвовали | не участвовали | не участвовали | не участвовали | не участвовали |
| 2022      | 6              | 6              | 0              | 0              | 6              | 23             | 182            | -159           |
| 2023      | не участвовали | не участвовали | не участвовали | не участвовали | не участвовали | не участвовали | не участвовали | не участвовали |